# Wittichenau

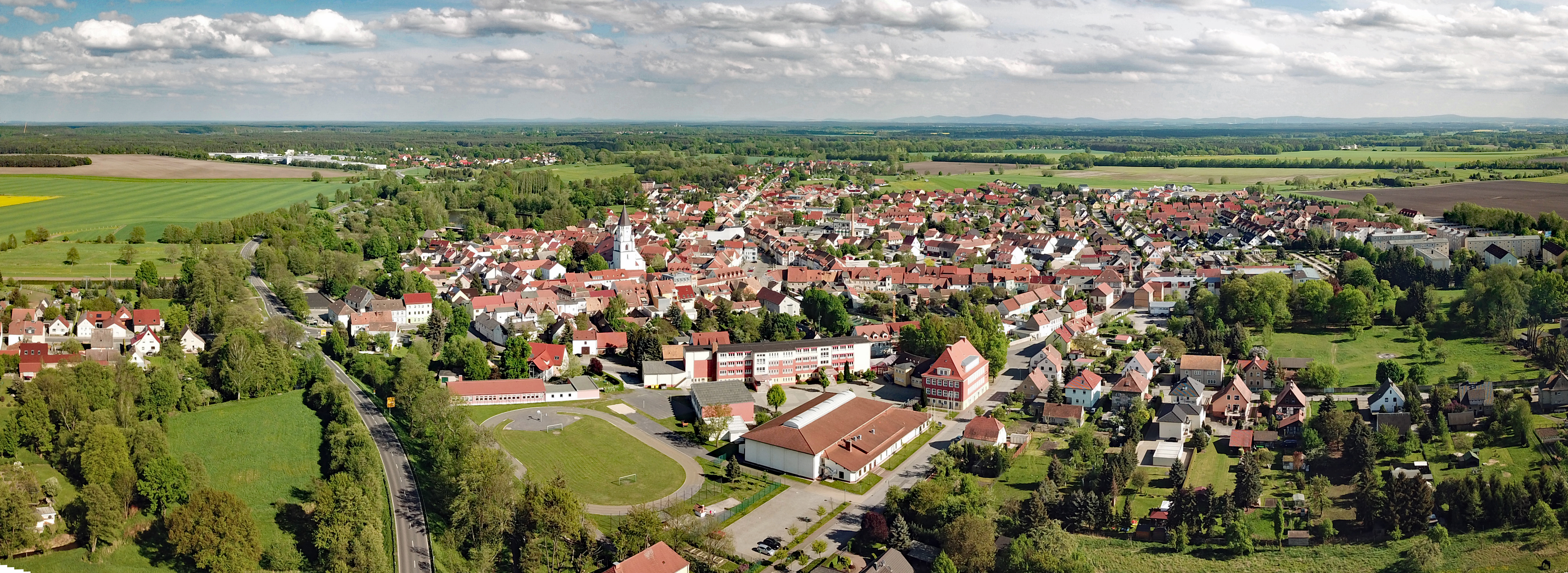
Luftbildpanorama

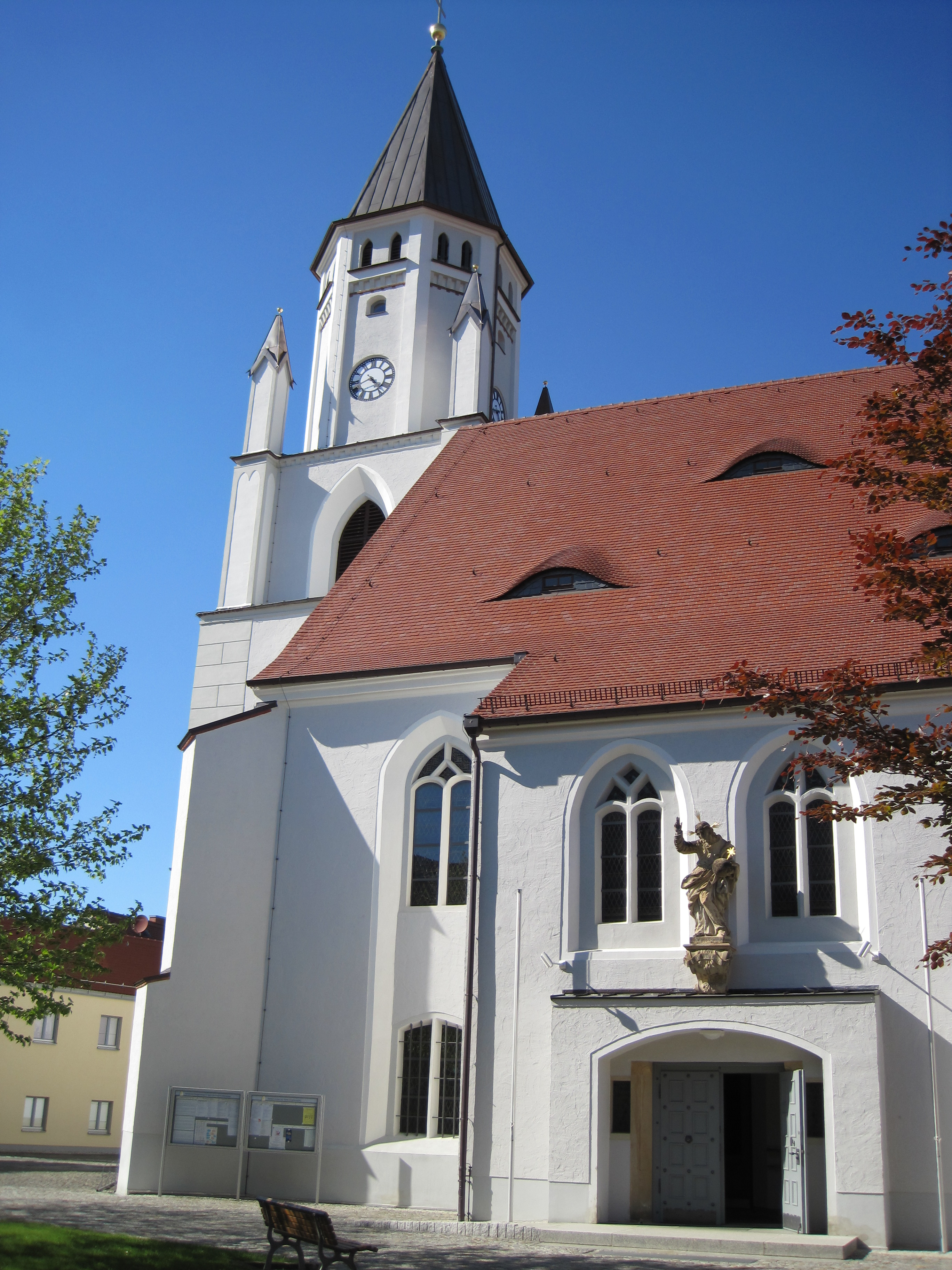
Die katholische Kirche im Stadtzentrum

Wittichenau, obersorbisch Kulowⓘ, ist eine sächsische Kleinstadt im Landkreis Bautzen in der Oberlausitz. Wittichenau zählt zum amtlichen Siedlungsgebiet der Sorben, insbesondere in den Ortsteilen wird auch Sorbisch gesprochen.

## Geographie

### Lage
Wittichenau liegt etwa fünf Kilometer südlich der Stadt Hoyerswerda an der Schwarzen Elster. Durch das Stadtgebiet fließen als weitere kleine Flüsse das Schwarzwasser und das Klosterwasser, die hier in die Schwarze Elster münden. Als einer ihrer Seitenarme verläuft in der Nähe der Stadt der vom Reichsarbeitsdienst angelegte Hochwasserschutzkanal Wudra. Die Umgebung ist flach, wasserreich und teils dicht bewaldet.

### Stadtgliederung
Die Stadt besteht aus folgenden zwölf Ortsteilen:
| - Brischko (Brěžki), 166 Einwohner - Dubring (Dubrjenk), 87 Ew. - Hoske (Hózk), 151 Ew. - Keula (Kulowc), 206 Ew. - Kotten (Koćina), 204 Ew. - Maukendorf (Mučow), 441 Ew. | - Neudorf Klösterlich (Nowa Wjes), 82 Ew. - Rachlau (Rachlow), 200 Ew. - Saalau (Salow), 174 Ew. - Sollschwitz (Sulšecy), 296 Ew. - Spohla (Spale), 395 Ew. - Wittichenau (Kulow), 3.423 Ew. |

## Geschichte
Die erste Erwähnung fand Wittichenau im Jahre 1248 als Witegenowe in der Stiftungsurkunde des Klosters St. Marienstern durch die Herren von Kamenz. Im Jahre 1286 wurde der Ort dann erstmals als Stadt, civitatem Witigenhaw, bezeichnet. Als Gründer des Ortes darf der in der Urkunde genannte Witego I. von Kamenz angenommen werden, auf den auch der Name Witegenowe („Aue(nsiedlung) des Wittich“) zurückgeht. Der sorbische Name Kulow leitet sich von kula „Beule, Buckel“ her, ähnlich wie der des Nachbarortes Keula (dort als Diminutivum: Kulowc). Im Kontext mit der Belagerung der Sechsstadt Kamenz durch die Hussiten am 7. Oktober 1429 wurden das ungeschützte Landstädtchen und seine Herrschaft, das Zisterzienserkloster St. Marienstern, heimgesucht und ausgeplündert, weil sie das geforderte Lösegeld nicht bezahlen wollten.
Bis ins 18. Jahrhundert gehörte die Stadt gemeinsam mit vielen anderen sorbischen Siedlungen zum „Niederland“ der Klosterpflege St. Marienstern.
Nach den Beschlüssen des Wiener Kongresses kamen durch die Teilung des Königreiches Sachsen die Niederlausitz und Teile der Oberlausitz von Sachsen ans Königreich Preußen, und so gehörte Wittichenau mit den näher umliegenden Dörfern zwischen 1815 und 1945 zu Preußen (bis 1825 Provinz Brandenburg, anschließend Provinz Schlesien respektive Niederschlesien).

### Eingemeindungen
Am 1. Januar 1957 wurde Brischko eingemeindet. Am 1. Januar 1978 folgte Keula. Nach der Wende vergrößerte sich Wittichenau am 1. Januar 1994 um Dubring, Hoske (mit dem am 1. Juli 1950 eingegliederten Rachlau), Kotten (mit dem am 1. Juli 1950 eingegliederten Saalau), Maukendorf und Sollschwitz. Am 1. Januar 1995 wurde Spohla eingemeindet.

### Wappen
| Ortswappen | Das Wappen zeigt in Gold die blau und rot gewandete, mit silbernem Heiligenschein versehene Jungfrau Maria. In der Linken hält sie das mit silbernem Heiligenschein versehene Jesuskind und in der Rechten einen Stab, auf dem eine stilisierte silberne Taube sitzt. Maria steht auf einer silbernen Mondsichel, deren nach oben zeigende Enden mit je drei stilisierten silbernen Blumen verziert sind. Das Wappen basiert auf dem einzig bekannten Wappen der Stadt aus dem 17. Jahrhundert, welches wiederum aus dem Wappen des Klosters der Zisterzienserinnen St. Marienstern entstanden ist. |

## Bevölkerung und Sprache
Für seine Statistik über die sorbische Bevölkerung in der Oberlausitz ermittelte Arnošt Muka in den achtziger Jahren des 19. Jahrhunderts eine Bevölkerungszahl von 2500, davon eine Hälfte sorbisch- und die andere deutschsprachig. Ernst Tschernik zählte 1956 in der Stadt Wittichenau (mit Neudorf-Klösterlich) noch einen sorbischsprachigen Anteil von 32,4 % der Bevölkerung. Bis heute wird in Wittichenau und insbesondere seinen Ortsteilen auch Sorbisch gesprochen.
Laut einer Umfrage unter 12.700 Lesern der Sächsischen Zeitung leben in Wittichenau die glücklichsten Menschen in Sachsen.

### Konfessionsstatistik
Laut der Volkszählung von 2011 waren zu diesem Zeitpunkt von 5.879 Einwohnern 3.397 römisch-katholisch (57,8 %), 467 evangelisch (7,9 %) und 2.015 gehörten einer anderen oder keiner Religionsgemeinschaft an (34,3 %). 2022 lag der Anteil der katholischen Bevölkerung bei 54,7 %, jener der evangelischen bei 7,7 %.

## Politik

### Stadtrat
Nach den Kommunalwahlen in Sachsen 2024 sitzen 16 Stadträte im Stadtrat von Wittichenau. Es entfielen sieben Sitze auf die CDU (2019: 7), fünf auf die Allgemeine Bürgervertretung (2019: 6), zwei auf die AfD (2019: 2) sowie zwei auf die SPD (2019: 1). Die Wählervereinigung Maukendorf sowie Alternative für Stadt und Land, welche 2019 beide keinen Sitz bekamen, traten nicht mehr an.
| Stadtrat ab 2024Insgesamt 16 Sitze - SPD: 2 - ABV: 5 - CDU: 7 - AfD: 2 | Liste                          | 2024   | 2024   | 2019   | 2019   | 2014   | 2014   |
| Stadtrat ab 2024Insgesamt 16 Sitze - SPD: 2 - ABV: 5 - CDU: 7 - AfD: 2 | Liste                          | Sitze  | in %   | Sitze  | in %   | Sitze  | in %   |
| Stadtrat ab 2024Insgesamt 16 Sitze - SPD: 2 - ABV: 5 - CDU: 7 - AfD: 2 | CDU                            | 7      | 43,2   | 7      | 41,9   | 9      | 54,7   |
| Stadtrat ab 2024Insgesamt 16 Sitze - SPD: 2 - ABV: 5 - CDU: 7 - AfD: 2 | Allgemeine Bürgervertretung    | 5      | 31,3   | 6      | 31,7   | 5      | 31,3   |
| Stadtrat ab 2024Insgesamt 16 Sitze - SPD: 2 - ABV: 5 - CDU: 7 - AfD: 2 | AfD                            | 2      | 15,0   | 1      | 10,5   | –      | –      |
| Stadtrat ab 2024Insgesamt 16 Sitze - SPD: 2 - ABV: 5 - CDU: 7 - AfD: 2 | SPD                            | 2      | 10,5   | 1      | 6,2    | –      | –      |
| Stadtrat ab 2024Insgesamt 16 Sitze - SPD: 2 - ABV: 5 - CDU: 7 - AfD: 2 | Wählervereinigung Maukendorf   | –      | –      | –      | 5,2    | 1      | 6,0    |
| Stadtrat ab 2024Insgesamt 16 Sitze - SPD: 2 - ABV: 5 - CDU: 7 - AfD: 2 | Alternative für Stadt und Land | –      | –      | –      | 4,6    | 1      | 8,0    |
| Stadtrat ab 2024Insgesamt 16 Sitze - SPD: 2 - ABV: 5 - CDU: 7 - AfD: 2 | Wahlbeteiligung                | 75,3 % | 75,3 % | 72,2 % | 72,2 % | 70,7 % | 70,7 % |

### Bürgermeister
Markus Posch wurde im Juni 2014 im zweiten Wahlgang mit 63 % der Stimmen als Nachfolger von Udo Popella zum neuen Bürgermeister gewählt. Sieben Jahre später wurde er bei der Wahl ohne Gegenkandidaten in seinem Amt bestätigt.
| Wahl | Bürgermeister | Vorschlag | Wahlergebnis (in %) |
| ---- | ------------- | --------- | ------------------- |
| 2021 | Markus Posch  | CDU       | 94,3                |
| 2014 | Markus Posch  | CDU       | 63,0                |
| 2008 | Udo Popella   | CDU       | 85,7                |
| 2001 | Udo Popella   | CDU       | 92,9                |

### Städtepartnerschaften
Partnerschaften bestehen mit Tanvald (Tschechien), Bad Honnef (Deutschland) und Lubomierz (Polen).

## Kultur und Sehenswürdigkeiten

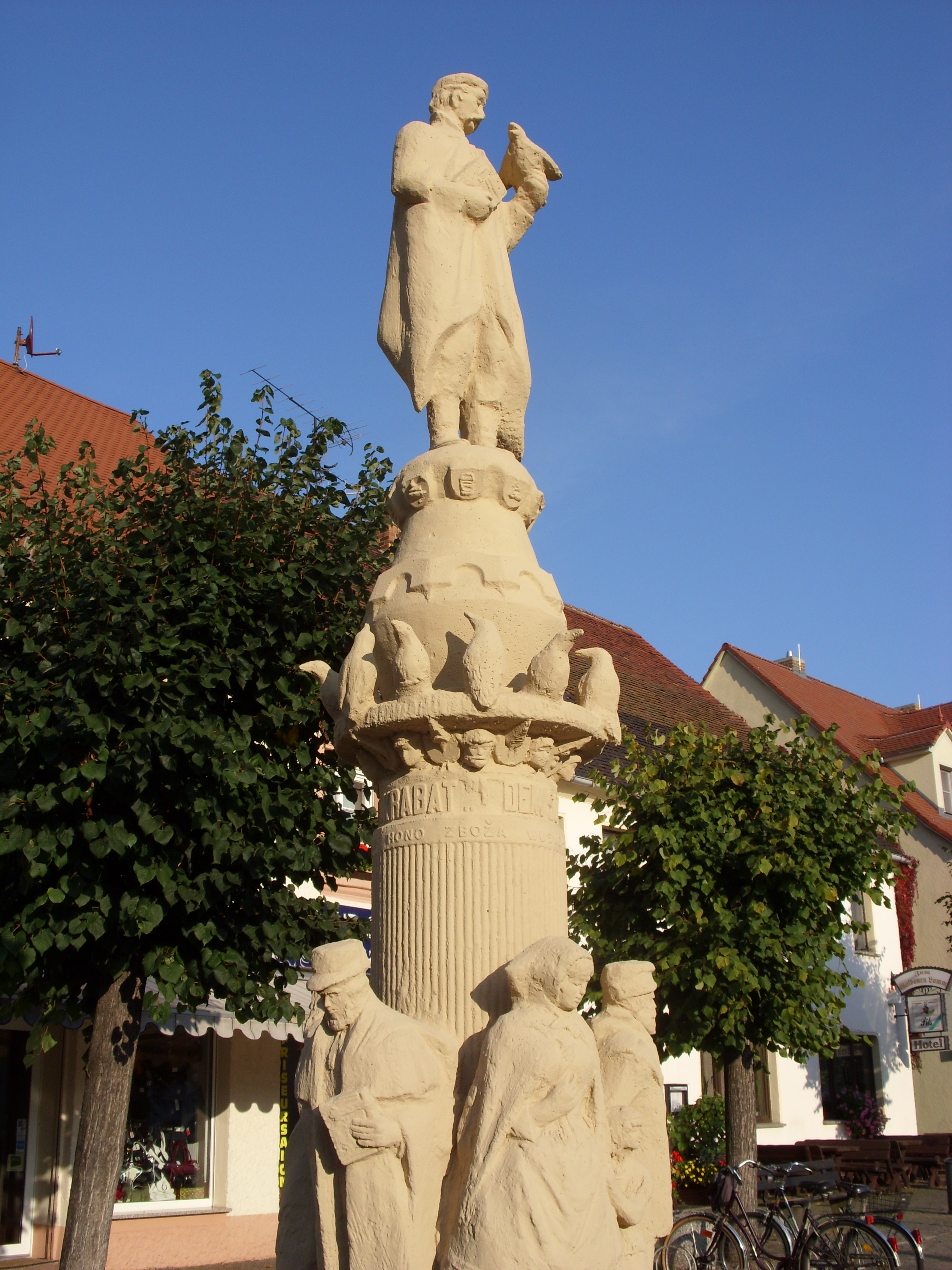
Die Krabat-Säule auf dem Marktplatz

### Sehenswürdigkeiten
Zu den wichtigsten Baudenkmälern gehört die Katholische Pfarrkirche St. Mariä Himmelfahrt im Stadtzentrum, die nach der Zerstörung durch die Hussiten im Jahr 1429 in den Folgejahren bis 1440 wiederaufgebaut wurde. Die dreischiffige Stufenhalle wurde 1527 nach Osten verlängert und mit einem Gewölbe vollendet. Der Hauptaltar aus Stuckmarmor wurde 1722/23 von Mathias Wenzel Jäckel (Prag, aus Wittichenau gebürtig) entworfen. Die Ausstattung der Kirche ist weitgehend barock.
In Wittichenau befinden sich zudem mehrere historische Mühlen, darunter die Schowtschickmühle – bis 1560 Kubitzmühle – die letzte von drei Wassermühlen am Rande des Dubringer Moores. Die Pasternakmühle und die Mittelmühle wurden um 1900 abgetragen. Die Kober-Mühle (früher Koßlickmühle) war bis in die 1920er Jahre Papiermühle und dient heute als Getreidemühle. Die Stadtmühle wurde um 1650 erstmals erwähnt.
Auf dem Marktplatz des Städtchens befinden sich sowohl eine rekonstruierte kursächsische Postmeilensäule von 1732, deren Originalschriftblock im Schlossmuseum Hoyerswerda steht, als auch die Krabatsäule, welche an den kroatischen Obristen Johann Schadowitz erinnert, auf den die sorbische Sage vom Krabat zurückgeht. An seinem Grab in der katholischen Kirche erinnert eine Gedenktafel an ihn. Heutzutage verläuft außerdem der Radwanderweg „Auf den Spuren des Krabat“ durch Wittichenau.

### Regelmäßige Veranstaltungen

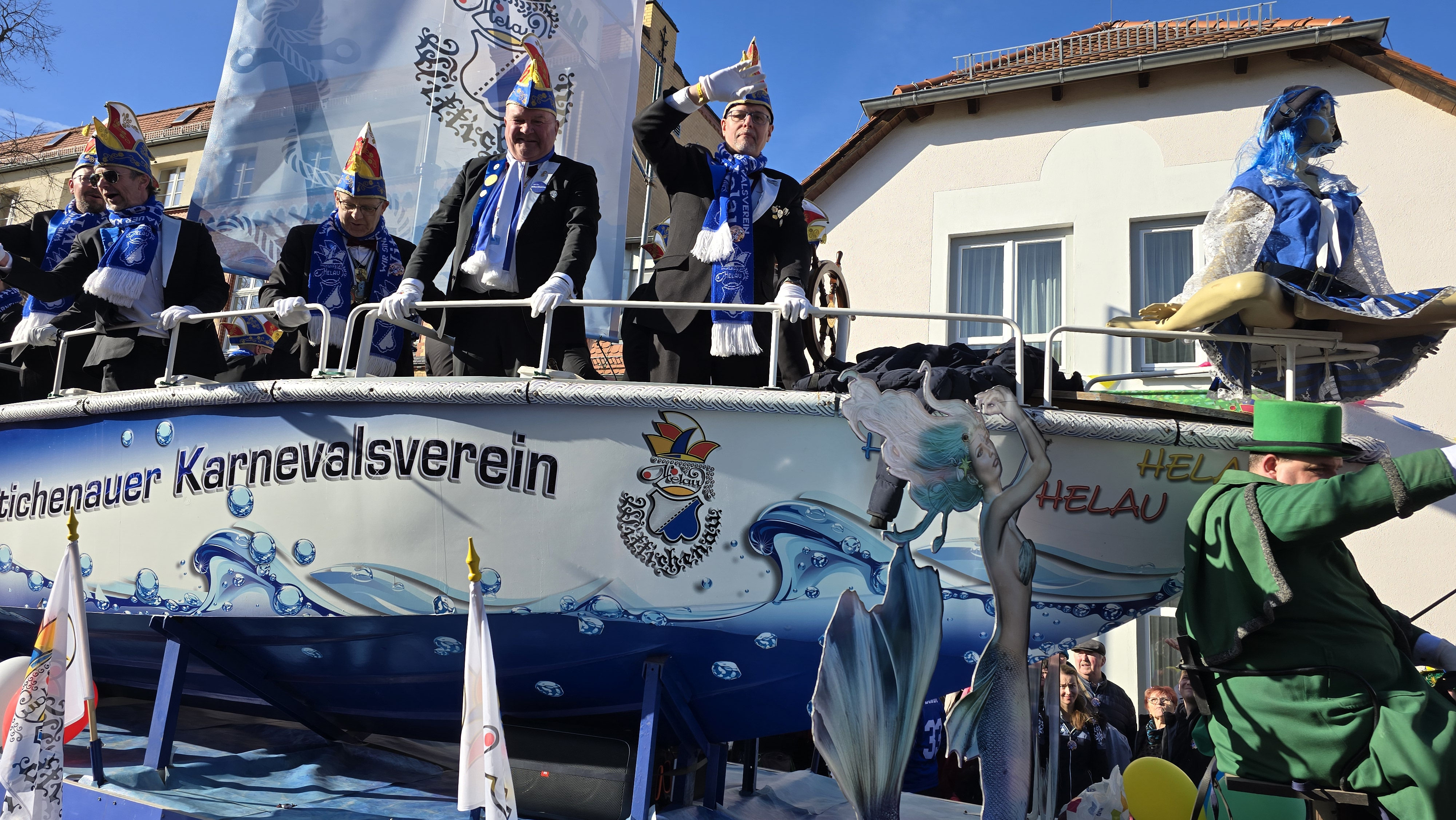
Karneval 2025

Zu den kulturellen Höhepunkten gehören unter anderem das Osterreiten und die Karnevalszeit (Wittichenauer Karnevalsverein e. V.). Den Karneval in Wittichenau gibt es bereits seit dem Jahr 1706.

### Naturschutz
- Siehe auch: Liste der Naturdenkmale in Wittichenau

## Bildung
Die Stadt Wittichenau verfügt über die Krabat-Grundschule sowie die Oberschule „Korla Awgust Kocor“.

## Wirtschaft
Der größte Arbeitgeber in Wittichenau ist die Möbelfabrik Maja-Möbel. Das Unternehmen hat 450 Mitarbeiter und soll Ende 2023 geschlossen werden.

## Persönlichkeiten
- Georg August Swotlick (1650–1729), übersetzte die Bibel ins Sorbische und schuf das erste gedruckte sorbische Wörterbuch
- Mathias Wenzel Jäckel (1655–1738), bedeutender Barockbildhauer, Werke in der Wittichenauer Pfarrkirche und auf der Karlsbrücke in Prag.
- Xaver Jakub Ticin (1656–1693), verfasste die erste obersorbische Grammatik, fiel als Feldkaplan im Türkenkrieg vor Belgrad
- Franz Georg Lock (1751–1831), Bischof, bedeutender Vertreter der Katholischen Aufklärung in der Oberlausitz
- Theodor Warnatsch (1820–1894), Priester
- Herta Nikovich (1923–1994), verbrachte ihr Leben in den Vereinigten Staaten, hinterließ als Stifterin der „Wittichenauer Kinder – Mrs. Nikovich-Stiftung“ 102.000 Dollar für die Förderung der Erziehung, der Volks- und Berufsbildung, der Jugendpflege und der Jugendfürsorge aller Kinder der Stadt Wittichenau
- Günter Särchen (1927–2004), katholischer Sozialpädagoge, Publizist und Wegbereiter der deutsch-polnischen Aussöhnung, Ehrenbürger von Wittichenau
- Werner Osterbrink (1935–2025), katholischer Pädagoge am KSI, Kommunalpolitiker in Bad Honnef, Ehrenbürger von Wittichenau
- Hubertus Zomack (1941–2019), katholischer Theologe und Priester, Generalvikar und Dompropst des Bistums Görlitz
- Waltraut Skoddow (1942–2014), Schriftstellerin
- Peter Schowtka (1945–2022), Politiker (CDU), Abgeordneter im Sächsischen Landtag 1991–2014 und von 1990–1994 Bürgermeister von Wittichenau
- Benno Budar (1946–2023), Schriftsteller
- Ulrich Pogoda (* 1954), Komponist
- Thomas Sauer (* 1954), Kirchenmusiker, Domorganist an der St.-Hedwigs-Kathedrale in Berlin
- Stefan Skora (* 1960), Politiker (CDU)
- Christian Schenker (* 1950; † 2023) Herausgeber und Redakteur des Wittichenauer Wochenblattes (1990 belebte er die bereits zwischen 1878 und 1936 erschienene Zeitung wieder)

## Belege
1. ↑  Bevölkerung der Gemeinden Sachsens am 31. Dezember 2023 – Fortschreibung des Bevölkerungsstandes auf Basis des Zensus vom 15. Mai 2022 (Gebietsstand 01.01.2023). Statistisches Landesamt des Freistaates Sachsen, abgerufen am 11. Februar 2025. (Hilfe dazu).
2. 1 2  Anlage (zu § 3 Abs. 2) des Sächsischen Sorbengesetzes
3. ↑  Angaben der Stadtverwaltung; Stand: 31. Dezember 2016
4. ↑  Wittichenau. In: Historisches Ortsnamenbuch von Sachsen. Hg. v. Ernst Eichler u. Hans Walther. Band II: M–Z. Berlin 2001. S. 606 f. Sowie: Keula2. In: Dass. Band I: A–L. Berlin 2001. S. 483.
5. ↑  Statistisches Bundesamt (Hrsg.): Gemeinden 1994 und ihre Veränderungen seit 01.01.1948 in den neuen Ländern. Verlag Metzler-Poeschel, Stuttgart 1995, ISBN 3-8246-0321-7.
6. ↑  StBA: Änderungen bei den Gemeinden Deutschlands, siehe 1995
7. ↑  Ernst Tschernik: Die Entwicklung der sorbischen Bevölkerung. Akademie-Verlag, Berlin 1954.
8. ↑  Ludwig Elle: Sprachenpolitik in der Lausitz. Domowina-Verlag, Bautzen 1995, S. 250.
9. ↑  Elke Görlitz, Sebastian Böttler: Wo das Glück zu Hause ist. In: Sächsische Zeitung. 11. Oktober 2014, ZDB-ID 2448502-0, S. 2.
10. ↑  Zensusdatenbank auf zensus2011.de
11. ↑  Datenblatt für die Gemeinde auf zensus.sachsen.de; abgerufen am 16. Februar 2025 (pdf)
12. ↑  Referat Kommunikation und Öffentlichkeitsarbeit: Wahlergebnisse - Wahlen - sachsen.de. Abgerufen am 15. August 2024.
13. ↑  Referat Kommunikation und Öffentlichkeitsarbeit: Wahlergebnisse - Wahlen - sachsen.de. Abgerufen am 15. August 2024.
14. ↑  Referat Kommunikation und Öffentlichkeitsarbeit: Wahlergebnisse - Wahlen - sachsen.de. Abgerufen am 15. August 2024.
15. ↑  H. Landes: Posch wird Wittichenaus Bürgermeister. In: Lausitzer Rundschau. 16. Juni 2014, archiviert vom Original am 30. September 2018; abgerufen am 20. März 2023.
16. ↑  Sächsische Zeitung, 14./15. Januar 2023, S. 9; Christine Scharrenbroch: Sachsen produzieren für Ikea. Für seinen größten Kunden lässt der Möbelhersteller Maja in einem hochautomatisierten Werk nahe Hoyerswerda fertigen. In: Frankfurter Allgemeine Zeitung, 26. April 2016, S. 18.
17. ↑  Maja-Möbelwerk Wittichenau beendet Produktion zum Jahresende. Auf: zeit.de vom 3. August 2023